# Arkhom Chenglai
Arkhom Chenglai est un boxeur thaïlandais né le 11 juin 1970.

## Carrière
Il participe aux Jeux olympiques de Barcelone en 1992 dans la catégorie des poids welters et remporte la médaille de bronze.

### Parcours auxJeux olympiques
Jeux olympiques d'été de 1992 à Barcelone (poids welters) :
- Bat Yusef Khateri (Iran) 13-7
- Bat Nicodemus Odore (Kenya) 13-10
- Bat Vitalijus Karpaciauskas (Lituanie) 9-6
- Perd contre Michael Carruth (Irlande) 4-11

## Référence
1. ↑  (en) Résultats des Jeux olympiques 1992 (amateur-boxing.strefa.pl)